# Pratteln
Pratteln é uma comuna da Suíça, situada no distrito de Liestal, no cantão de Basileia-Campo. Tem 10,70 km² de área e sua população em 2018 foi estimada em 16.621 habitantes.